# سكك حديد جنوب منشوريا
 شركة سكك حديد جنوب منشوريا  (بالصينية المبسطة : 南满铁路) هي شركة أسستها إمبراطورية اليابان عام 1906، بعد الحرب الروسية-اليابانية (1904-1905)، لتعمل داخل الصين في منطقة سكك حديد جنوب منشوريا التي تسيطر عليها اليابان. تبدأ هذه السكك الحديدية من ميناء لوشون في الطرف الجنوبي من شبه جزيرة لياودونغ إلى هاربين حيث تتصل السكك الحديدية الصينية الشرقية.

## وصلات خارجية
- WorldStatesmen- China- foreign colonies